# کوچه زرد
کوچه زرد یک منطقهٔ مسکونی در افغانستان است که در ولایت بادغیس واقع شده‌است.